# Sun Microsystems
 "Sun" omdirigeres hertil. For andre betydninger af Sun, se Sun (flertydig).
Sun Microsystems er en forkortelse for Stanford University Network Microsystems. 
Sun Microsystems var en amerikansk it-virksomhed, der blandt andet var kendt for styresystemet Solaris (en Unix-variant), StarOffice/OpenOffice-kontorpakken og programmeringssproget Java.
I januar 2010 blev SUN opkøbt af IT-giganten Oracle.